# چارلز ماریون راسل
چارلز ماریون راسل (انگلیسی: Charles Marion Russell; ۱۹ مارس ۱۸۶۴ – ۲۴ اکتبر ۱۹۲۶) مجسمه‌ساز، تصویرگر، نقاش، و نویسنده موضوعات غرب وحشی اهل ایالات متحده آمریکا بود. راسل بالغ بر ۲۰۰۰ اثر هنری از سرخپوستان، گاوچران‌ها و مناظر غرب ایالات متحده و آلبرتای کانادا را در کارنامهٔ هنری دارد. او علاوه بر تابلوهای نقاشی در زمینهٔ خلق مجسمه‌های برنزی نیز تبحر ویژه‌ای داشت و عمدتاً با عنوان هنرمند گاوچران شناخته می‌شود.

## نگارخانه

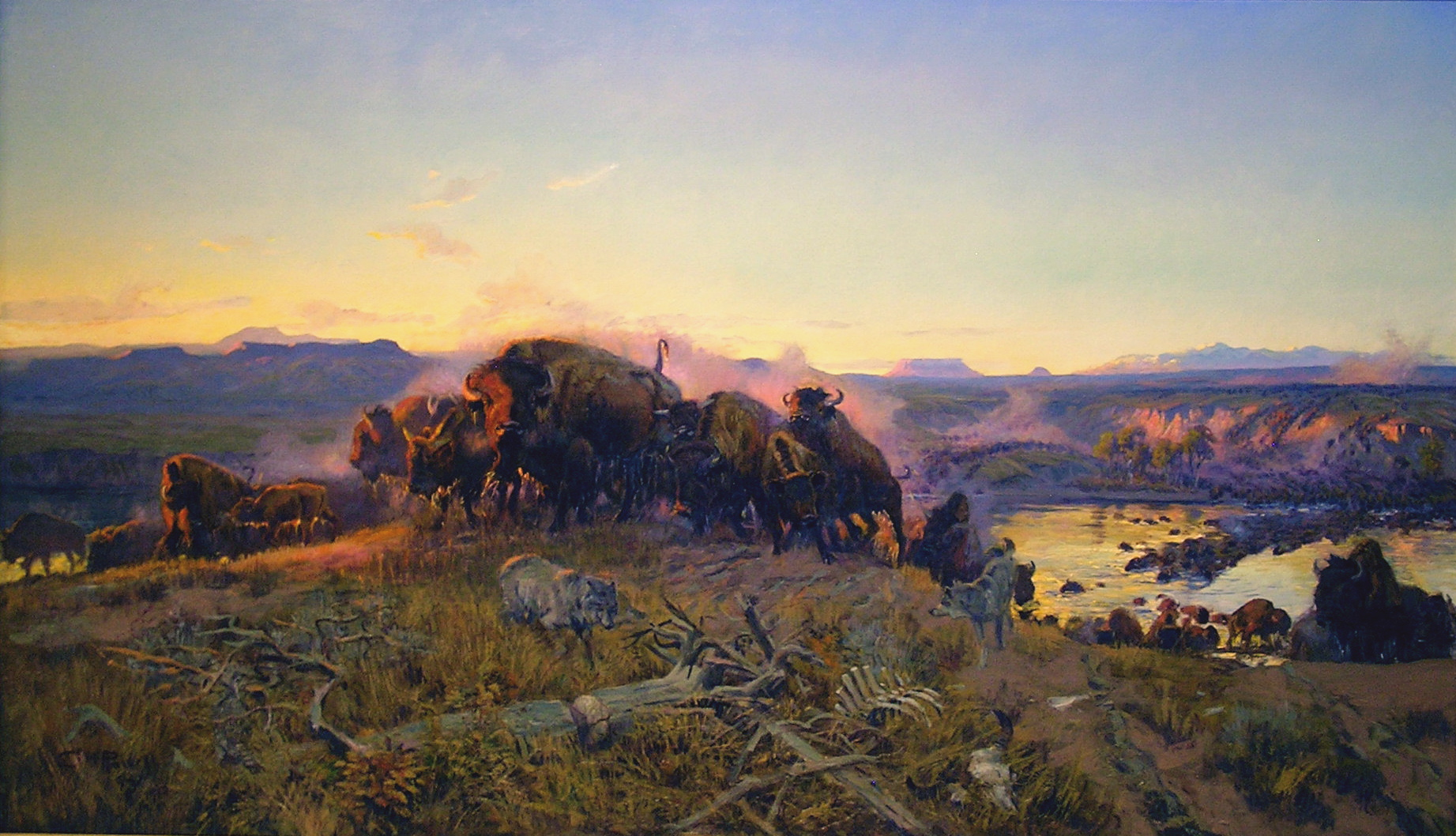
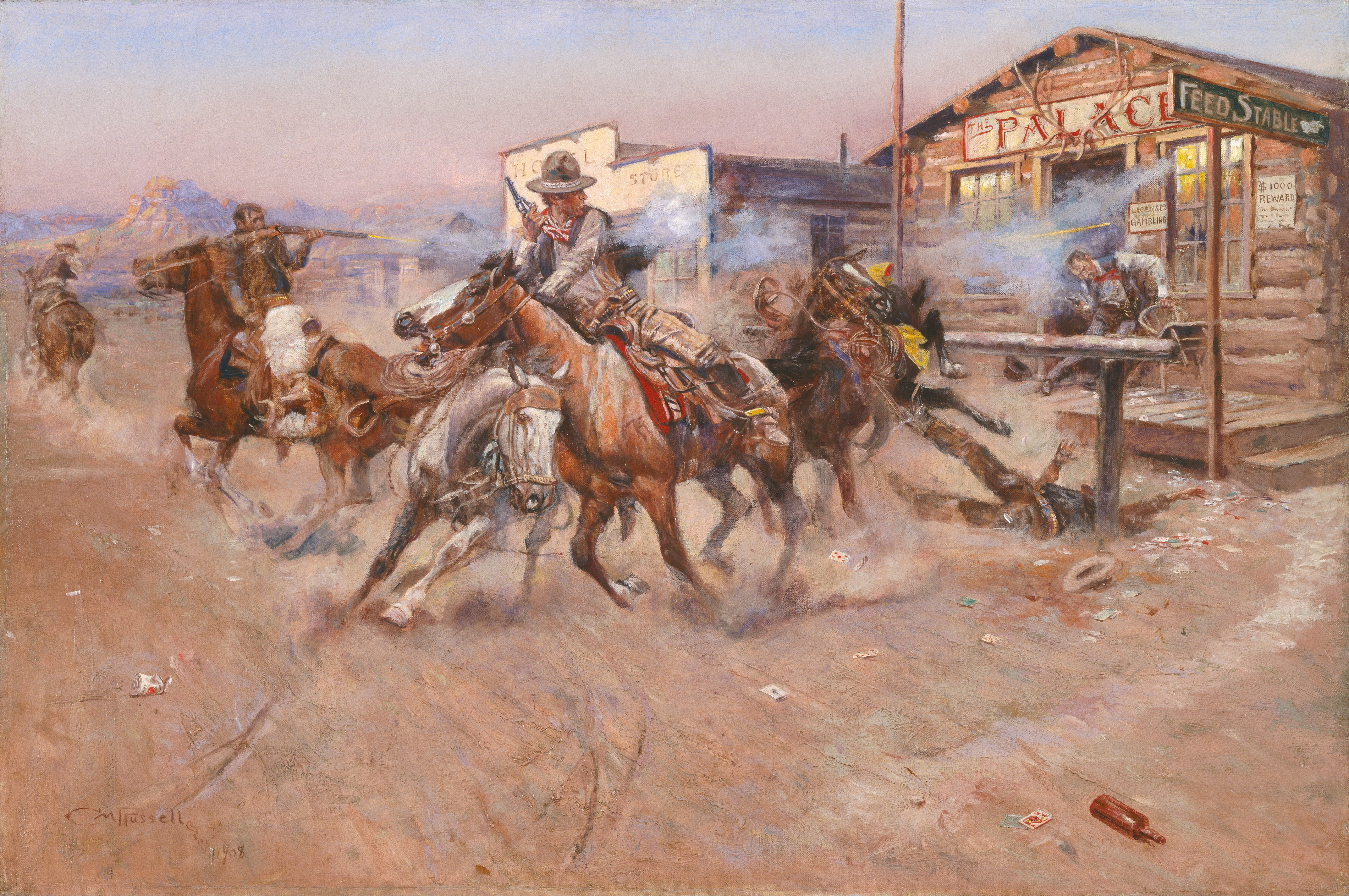
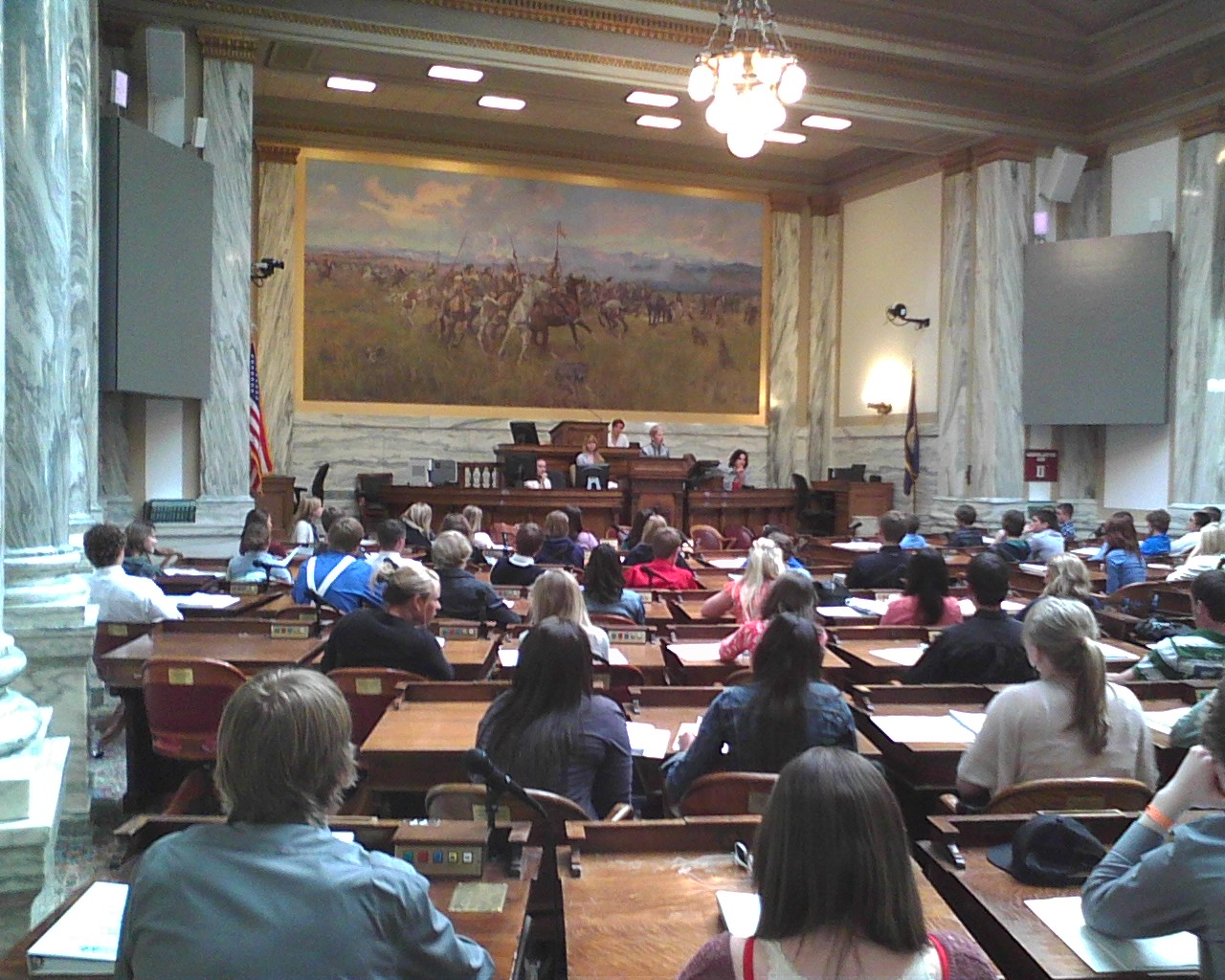
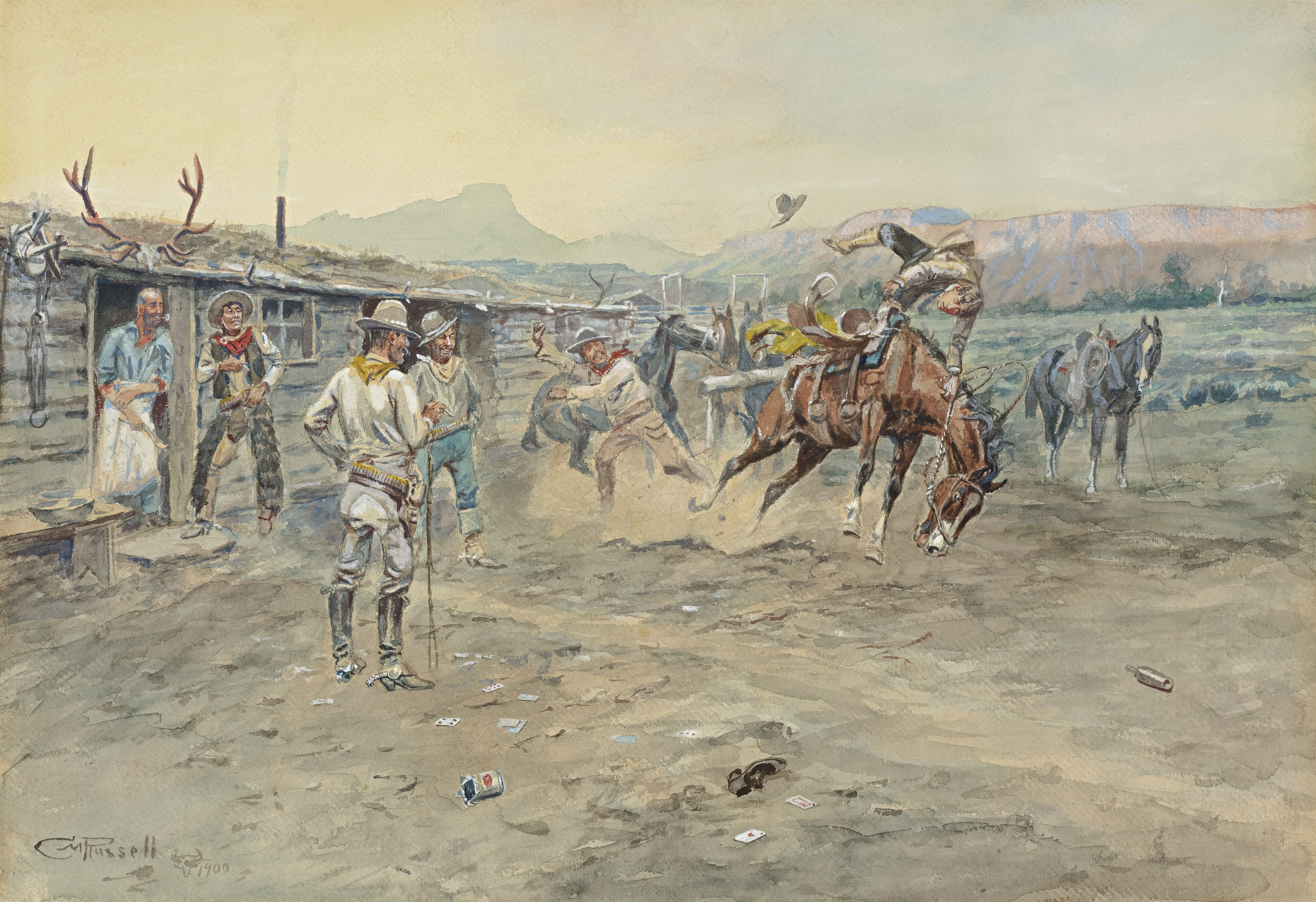
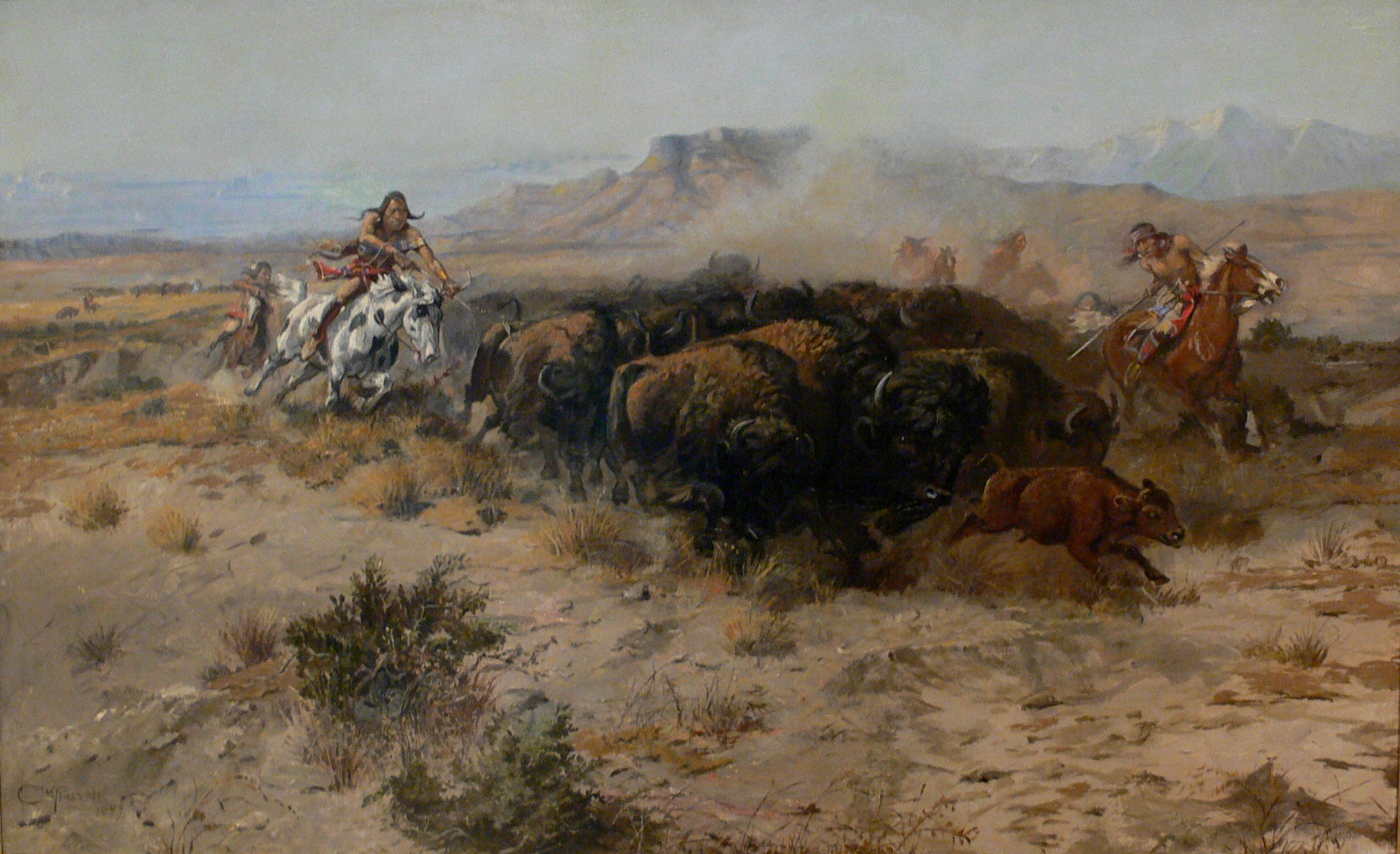
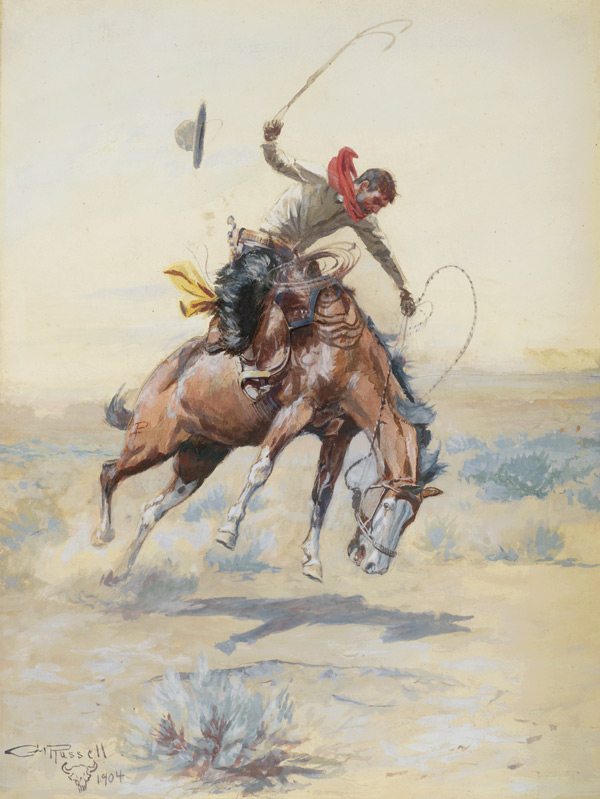
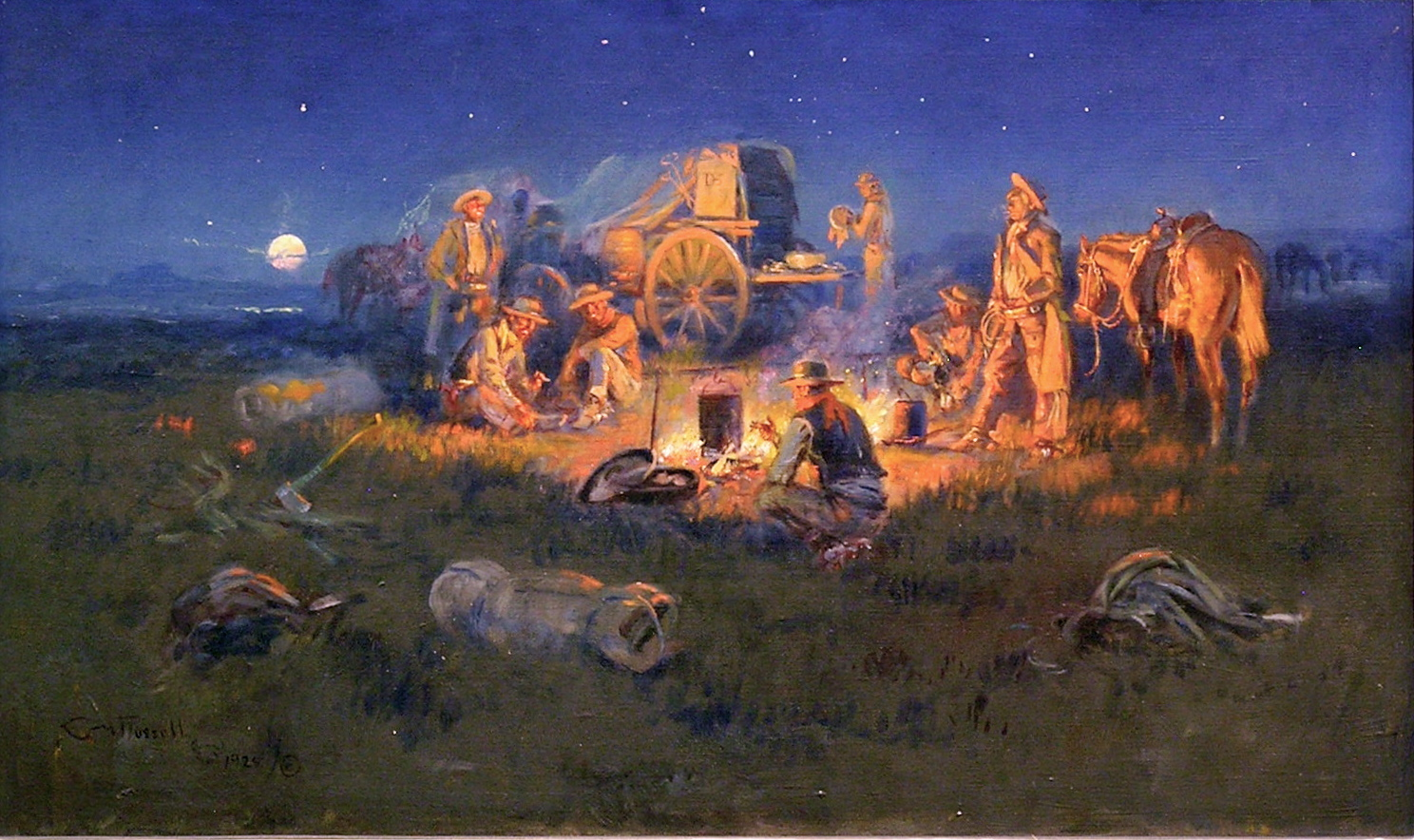
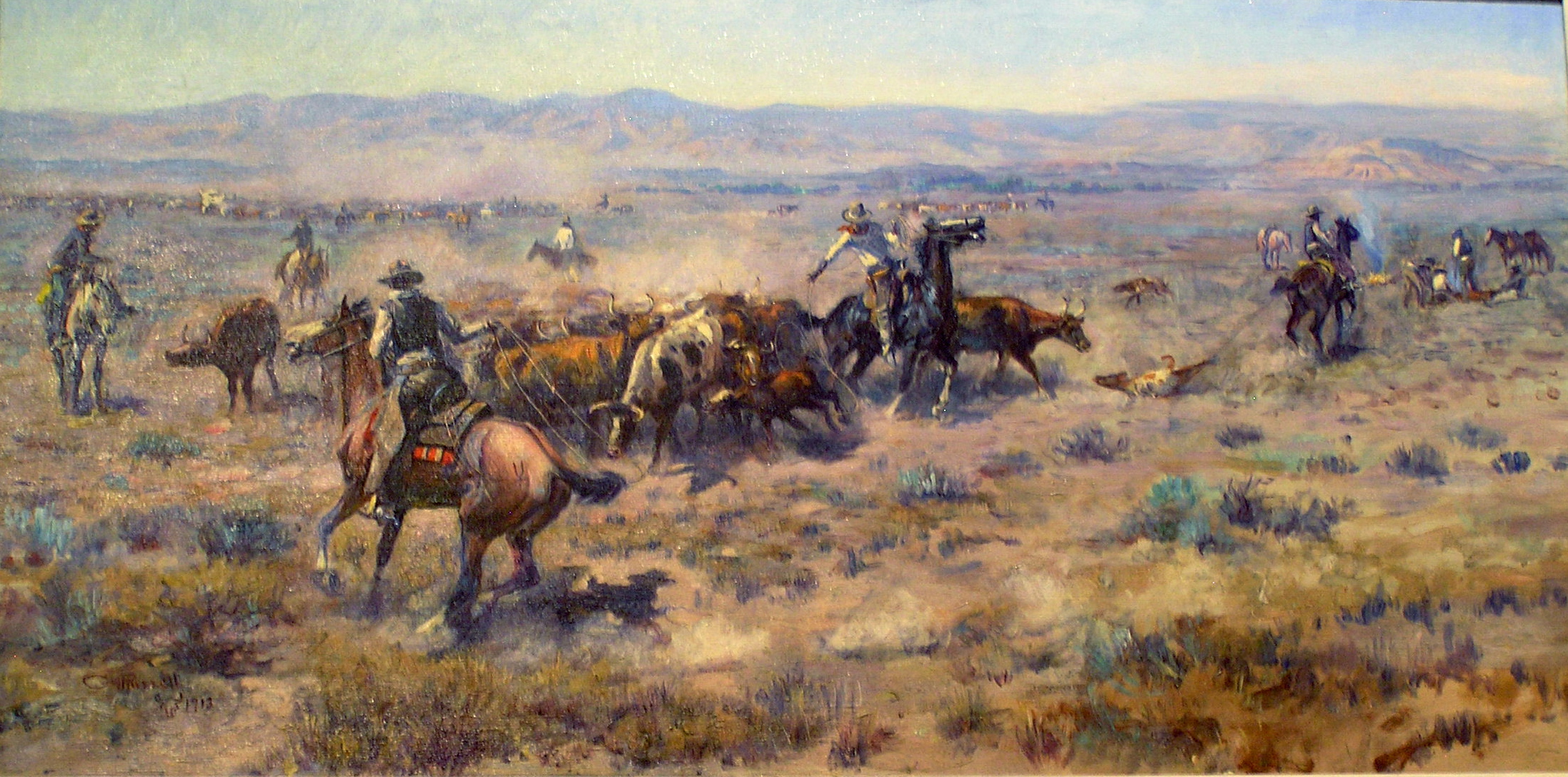
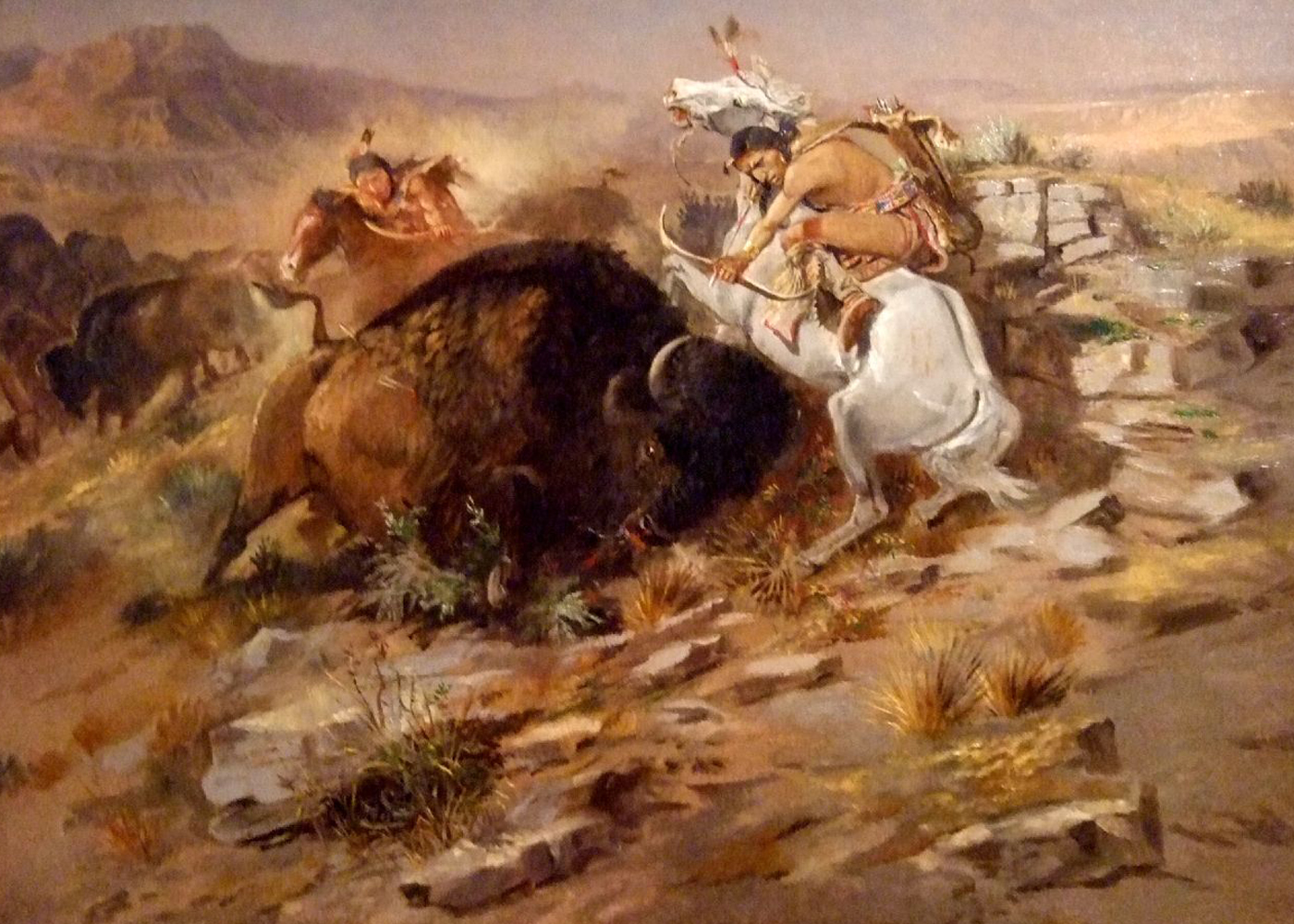
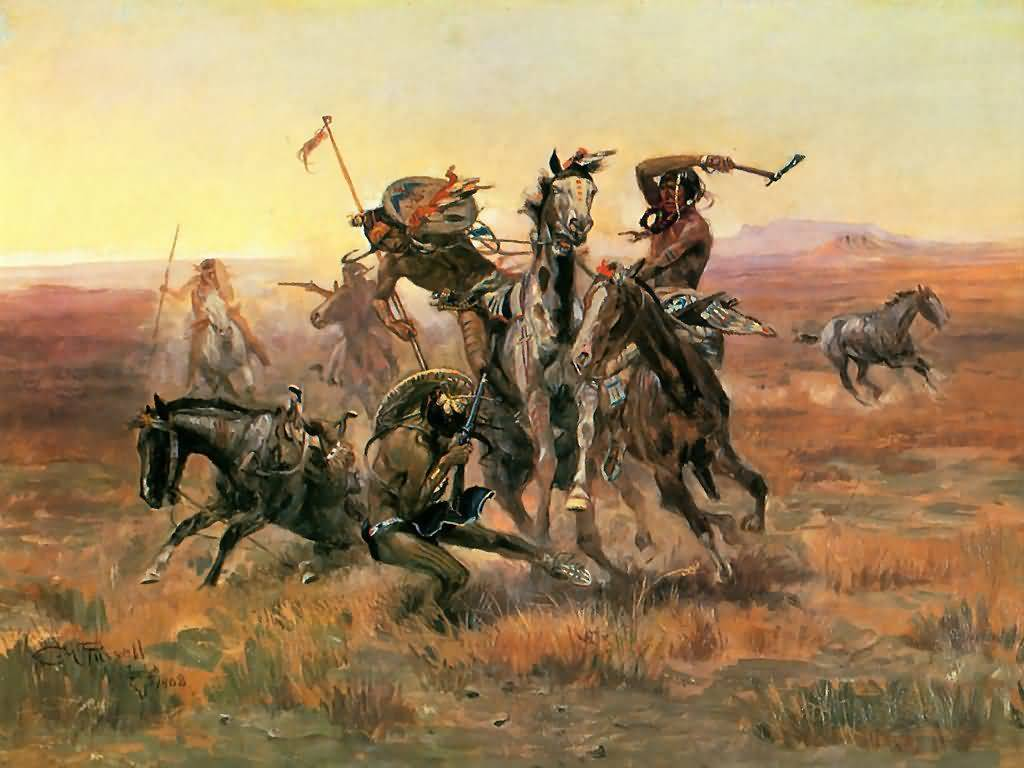
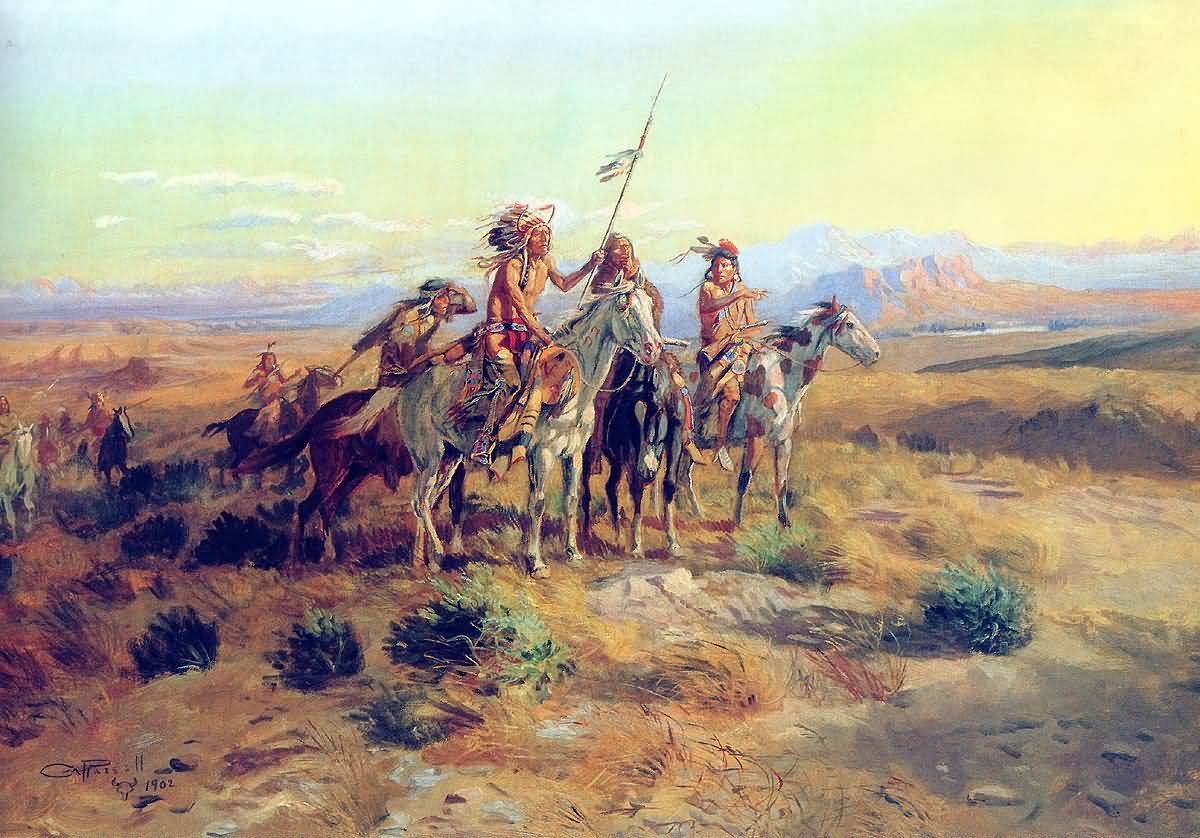
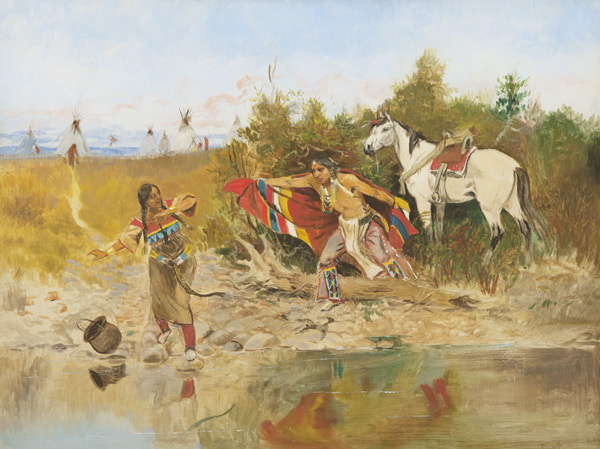
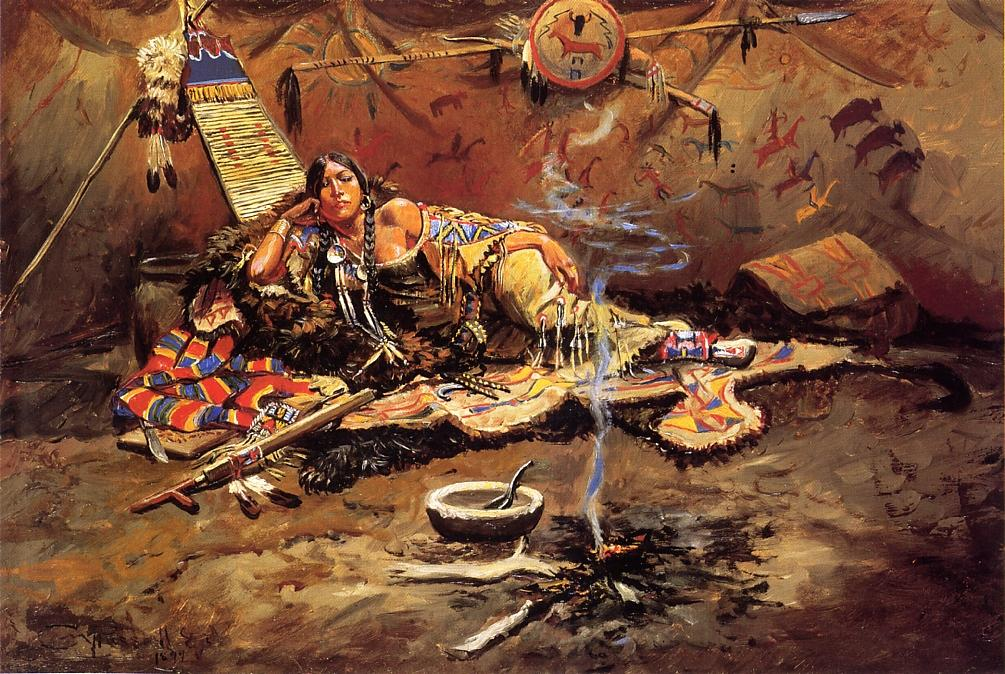
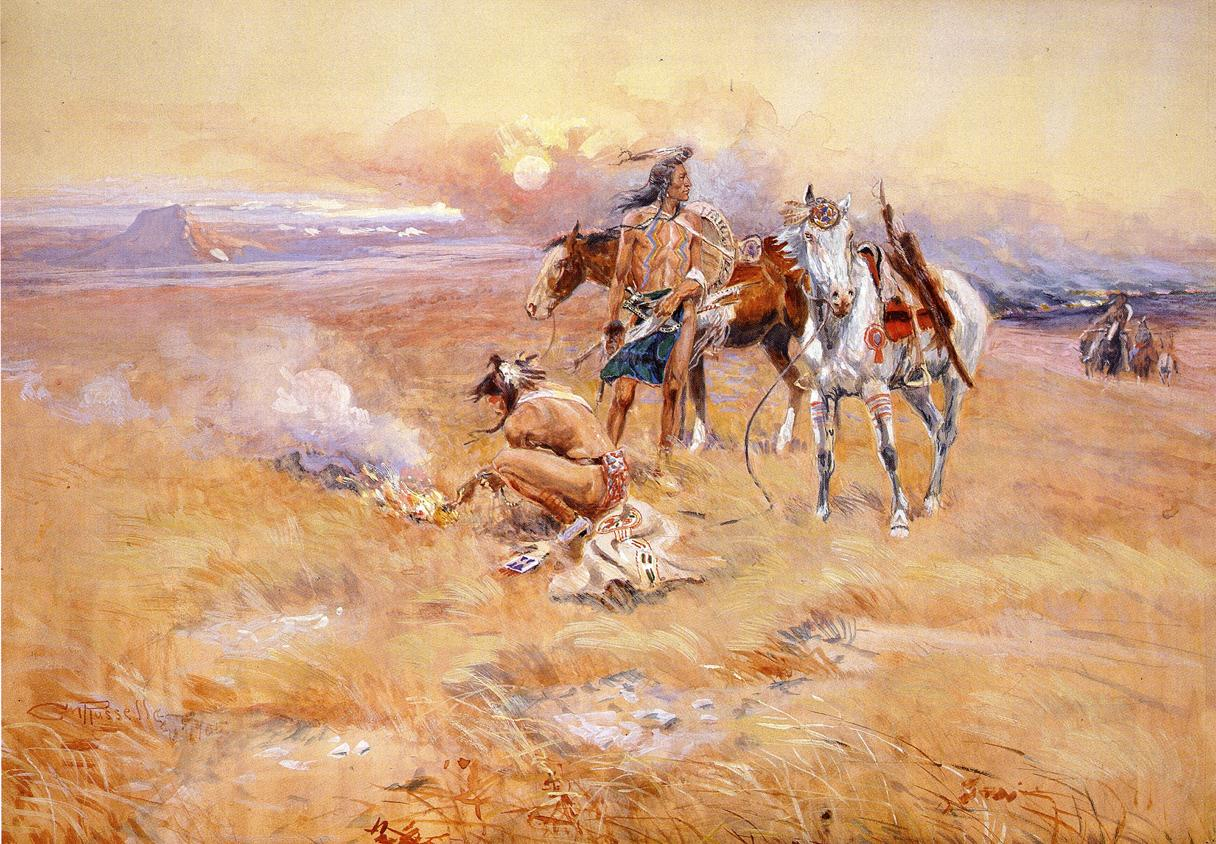
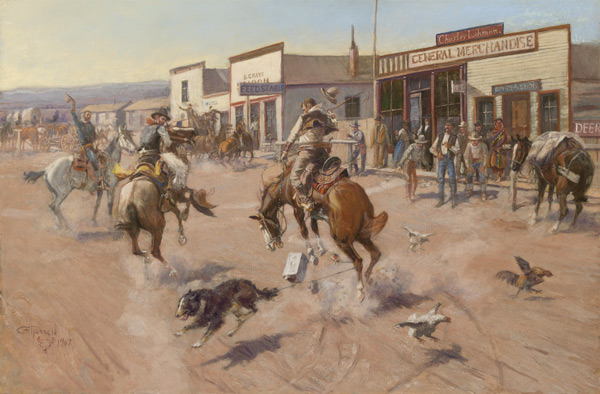
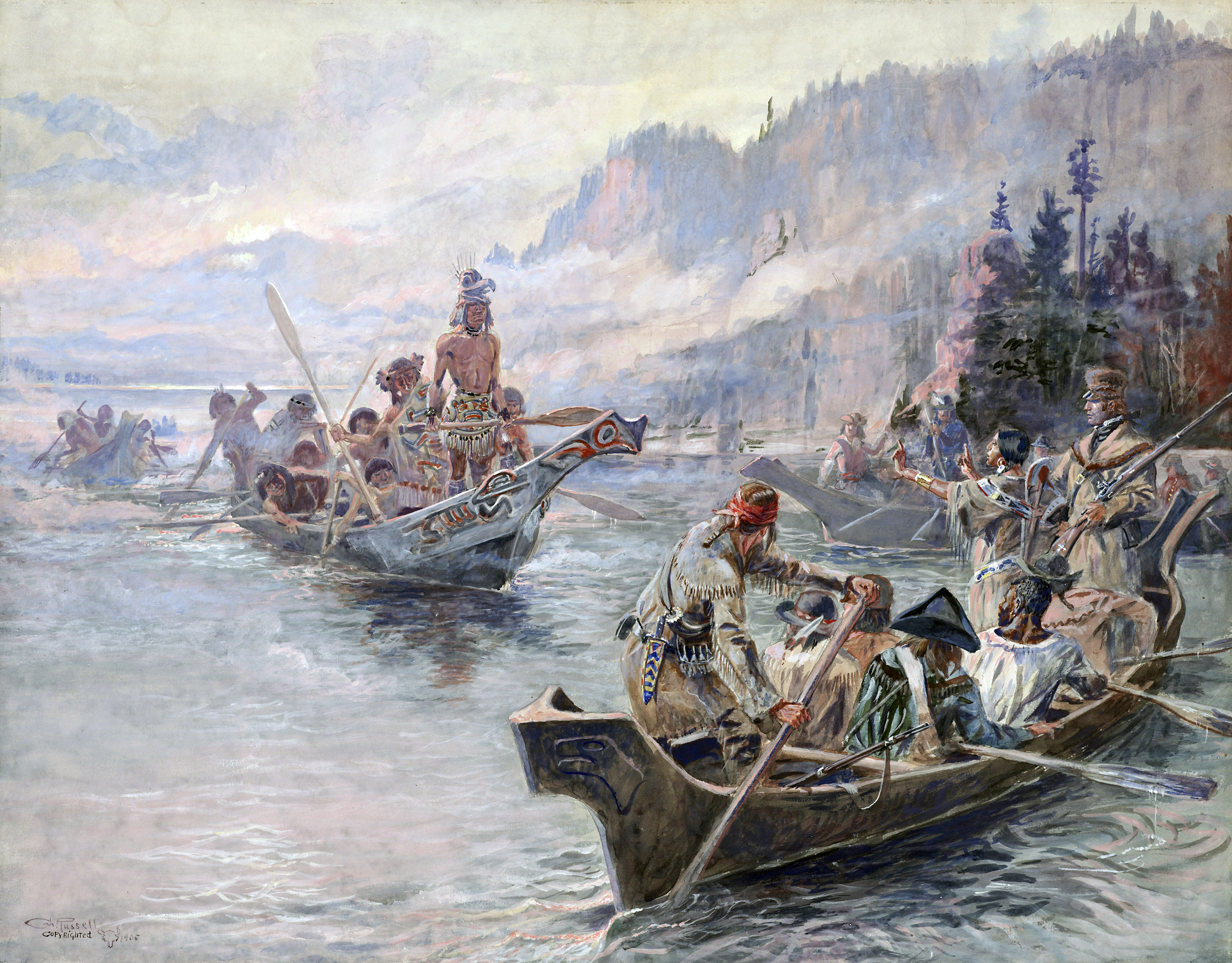
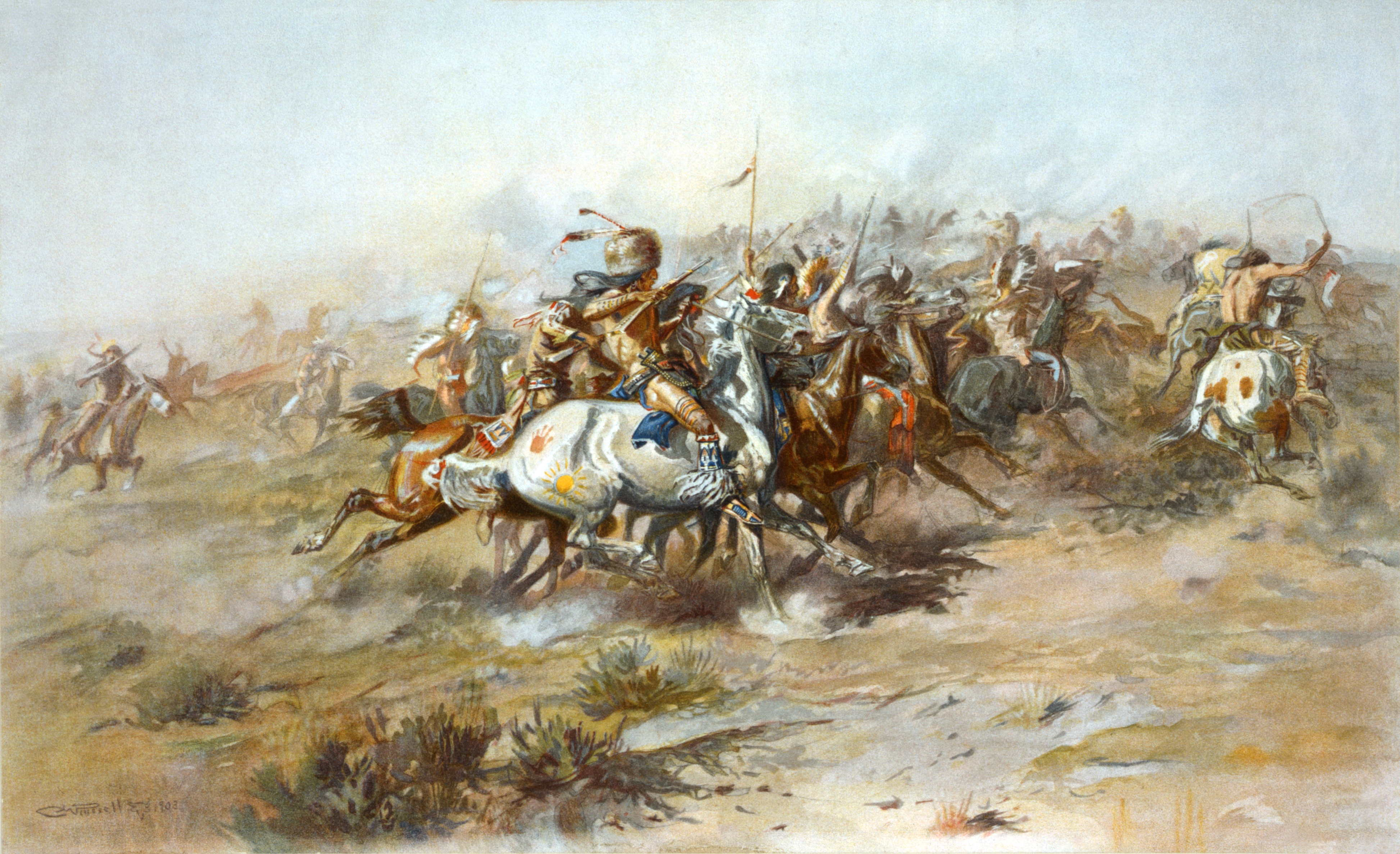